# Арсенал у Картахені

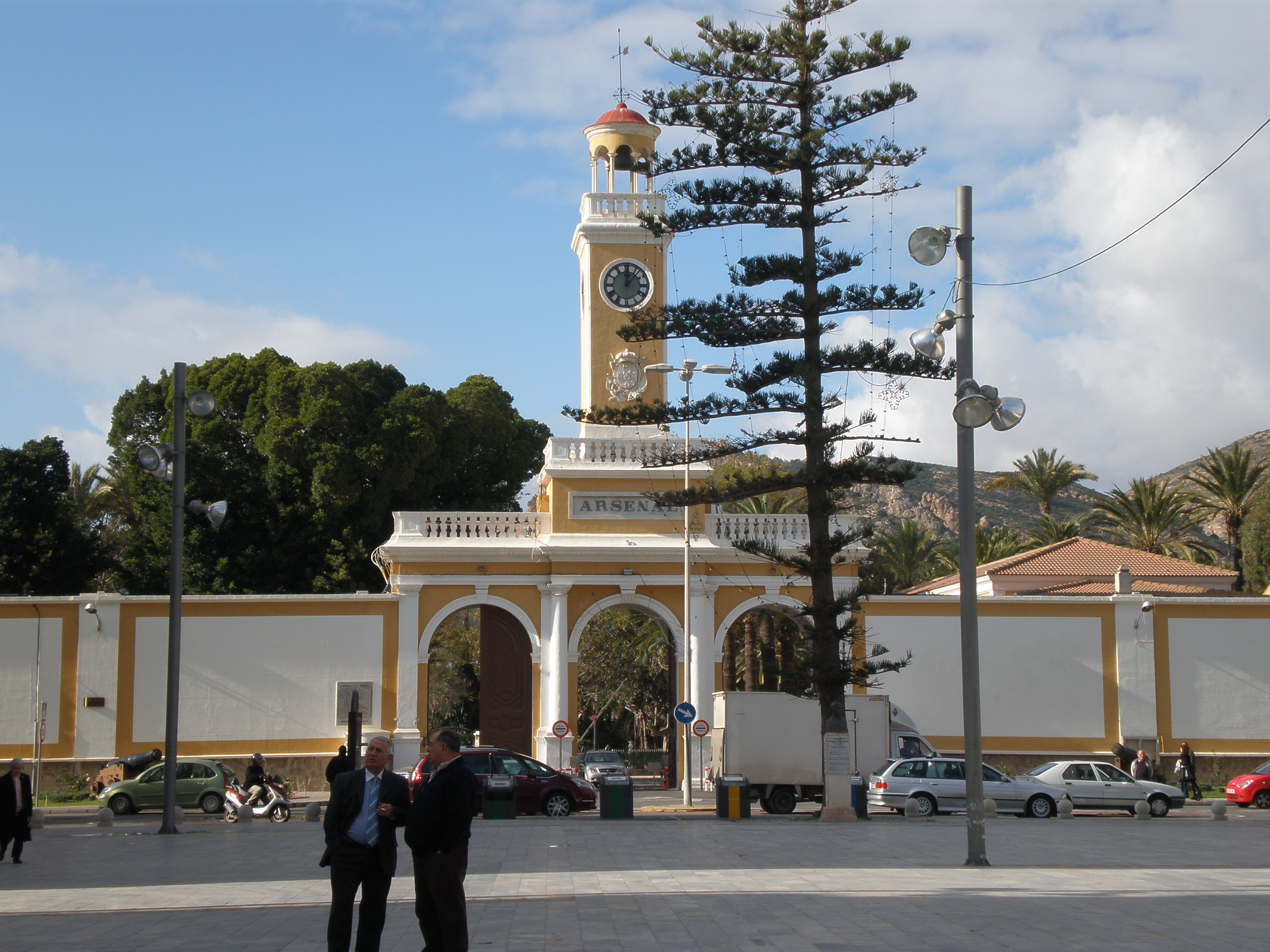
Вхід до арсеналу в Картахені

Арсенал у Картахені — верф і військово-морська база в Картахені, що мала велике значення в іспанському Леванті, побудована з метою розвитку військово-морського флоту королем Філіпом V Іспанським, за участю його секретаря, маркіза де ла Енсенада.

## Історія
Під час правління Філіпа V в Іспанії особлива увага приділялася зміцненню та розвитку військово-морського флоту та оборони узбережжя країни. Берегова лінія королівства була поділена на три військово-морські відділення з їхніми арсеналами.
Картахена стала головною військовою базою на Середземному морі, і будівництво арсеналу в цьому місті було доручено військовому інженеру Себастьяну Ферингану.
2 травня 1731 проект будівлі представлений на схвалення Філіпу V. 13 червня того ж року король поставив свою печатку та підпис під проектом, надавши дозвіл на будівництво. Роботи розпочалися 20 лютого 1732.
На будівництві арсеналу було зайнято велику кількість ув'язнених і рабів, які пізніше зробили свій внесок у будівництво кораблів та укріплень.
Після смерті Себастьяна Ферингана в 1762, роботу зі зведення арсеналу продовжив військовий інженер Матео Водопіч, який завершив будівництво 31 січня 1782, після незліченних мінливостей через масштаби роботи, вже під час правління короля Карла III.
Арсенал у Картахені став найбільшим військово-промисловим комплексом XVIII століття по всьому середземноморському узбережжі. Тут було побудовано 21 корабель, 17 фрегатів та понад півсотні інших суден.
Сьогодні він є пам'яткою історії, в стінах яких відзначена еволюція кораблебудування в Іспанії.